# Media capture
La media capture si configura, secondo Alina Mungiu-Pippidi, come una situazione in cui i sistemi di informazione vengono controllati “o direttamente dai governi o da interessi strettamente connessi alla politica”. È un fenomeno che rientra nel più generale ambito della state capture, ovvero un tipo di corruzione politica sistemica in cui gli interessi privati influenzano in modo significativo i processi decisionali di uno stato a proprio vantaggio.

## Sviluppo del fenomeno
I primi sintomi di media capture vennero avvertiti negli anni 2000 nell'Europa centro-orientale, in un contesto fortemente destabilizzato dai processi di transizione figli del crollo del sistema sovietico. La liberalizzazione che fece seguito al crollo del muro di Berlino diede infatti vita ad un sistema precario, in cui i media vennero nuovamente trasformati - con modalità del tutto inedite - in strumenti per “manipolare le informazioni piuttosto che per informare il pubblico". Lo smantellamento del monopolio statale generò quindi nuove e subdole modalità di collusione e di controllo perpetrate da oligarchie vicine al potere politico. Questo processo, già di per sé controverso, venne ulteriormente complicato dall'avvento del digitale e dalle drammatiche conseguenze della crisi finanziaria globale, che minarono alle fondamenta i meccanismi di sussistenza tradizionali.

## Le quattro componenti fondamentali
Essendo la media capture un fenomeno elusivo e di difficile definizione, nel corso degli ultimi anni numerosi esperti hanno cercato di individuare i meccanismi principali attraverso cui media e potere convergono. Uno dei contributi più recenti per l’analisi è il modello proposto da Marius Dragomir, che scompone il fenomeno in quattro fondamentali componenti:
1. La cattura delle autorità di regolamentazione
2. La cattura del servizio di informazione pubblica
3. L’uso di finanziamenti statali al fine di controllare il panorama mediatico
4. L’acquisizione di emittenti e testate da parte dell’oligarchia

## Per paese

### Ungheria
Il caso dell'Ungheria è uno dei più emblematici per quanto riguarda la media capture: a partire dal 2010, il sistema mediatico ungherese è stato sistematicamente riformato a favore di Fidesz, il partito guidato da Viktor Orbán. Numerose infatti sono state le misure di centralizzazione che hanno gradualmente permesso al governo di esercitare un’influenza sempre più invasiva sul panorama mediatico del paese.
Il primo passo è stato l'adozione di una nuova legge sui media, che ha permesso all'esecutivo “di assumere il controllo della National Media and Infocommunications Authority, della Hungarian Wireless Agency e della Public Service Foundation tramite i suoi delegati”. In particolare, l'influenza esercitata sull'autorità di regolamentazione ha comportato “il rifiuto selettivo di licenze ad outlets indipendenti o di opposizione”.
Alla cattura del regolatore fece seguito il tentativo, in larga parte riuscito, di assumere il controllo non solo su media privati e locali, ma anche sulle emittenti pubbliche. Secondo Dragomir, “tutti i media pubblici in Ungheria, compresa l'agenzia di stampa del paese, sono stati portati sotto il tetto di un'organizzazione di nuova costituzione chiamata MTVA, gestita dal capo del Media Council, secondo la stessa legge del 2010. È seguita una massiccia epurazione del personale di MTVA e i giornalisti critici della stazione sono stati scaricati”.
A conferma di quanto affermato da Dragomir, una ricerca a cura di Medialandscapes stima che "ad oggi, a parte alcuni settimanali politici a piccola tiratura (come Magyar Narancs, 168 Óra, Heti Világgazdaság, e Élet és Irodalom) e un quotidiano di qualità (Népszava) e alcuni siti di notizie indipendenti (Index.hu, 444.hu, Atlatszo.hu, Abcug.hu), l'unico outlet nazionale che copre le politiche governative in modo altamente critico è il canale televisivo commerciale privato RTL Klub".

### Serbia
Al di fuori dei confini dell'Unione europea, evidenti tracce di media capture possono essere rilevate in Serbia. Da quando Aleksandar Vučić è al potere, inizialmente come Primo Ministro e in seguito come Presidente della Repubblica, è stato infatti rilevato dalle maggiori organizzazioni internazionali un pericoloso declino della libertà di espressione nel paese. Come ha infatti dichiarato Slavisa Lekic, Presidente di NUNS, “sabotaggi politici e strette economiche nei confronti dei media non allineati alle posizioni dell'SNS, pressioni sugli inserzionisti, fondi pubblici distribuiti faziosamente e, non ultimo per importanza, le minacce perpetrate attraverso i social media” stanno negativamente condizionando il panorama mediatico serbo.
“La pratica intimidatoria più in voga”, continua Lekic, “è diventata quella dell’accanimento amministrativo, vale a dire frequenti ispezioni e controlli nei confronti dei media indipendenti. Il motivo di queste “visite”, infatti, non è semplicemente quello di verificare se l’amministrazione presenti delle irregolarità, ma quello di far chiudere la testata. La legislazione serba è talmente intricata, come riferiscono gli esperti in materia, che si può sempre trovare il modo per chiudere un’azienda. E questo governo sta sfruttando tale possibilità al massimo”.